# Mississauga (Volk)

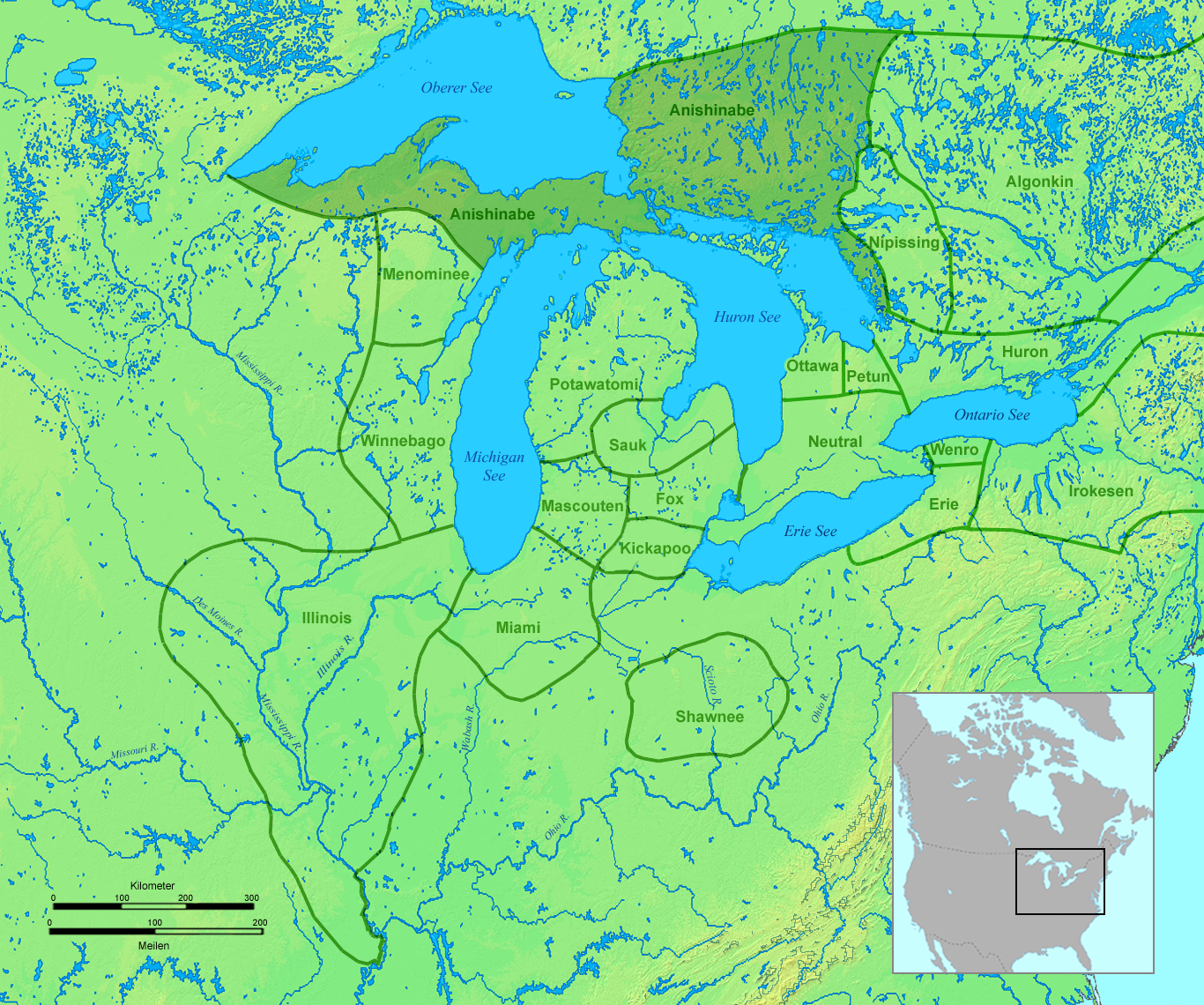
Stammesgebiet der Anishinabe einschließlich der Mississauga um 1650

Die Mississauga [/ˌmɪsɪˈsɔːɡə/], Massassauga oder Mississaga sind ein Indianerstamm der Algonkin-Sprachfamilie aus der Region nördlich des Lake Ontario in Kanada. Kulturell sowie historisch zählen die Mississauga zur Stammesgruppe der Anishinabe, in der unterschiedliche Dialekte gesprochen wurden und der außerdem die Ojibwe oder Chippewa, Saulteaux, Potawatomi, Odawa (Ottawa), Algonkin, Nipissing und Oji-Cree (Severn Ojibwa) angehören. Der Name Mississauga ist ein Algonkin-Wort und bedeutet sinngemäß: Die an der breiten Flussmündung leben. Gemeint ist die Mündung des Mississagi Rivers in den Lake Huron. Die heutige Bezeichnung des Stammes lautet Mississisauga First Nation und die Mehrzahl der Angehörigen bewohnt verschiedene Reservate in Ontario.

## Wohngebiet und Migration
Die Mississauga lebten gemeinsam mit den anderen Stämmen der Anishinabe in kleinen Gruppen in einem ausgedehnten Territorium, das sich vom heutigen Ottawa im Osten bis zu den Prärien im Westen und von der Hudson Bay im Norden bis zum Tal des Ohio Rivers und zum oberen Mississippi im Süden erstreckte. In den Sommermonaten versammelten sie sich zu größeren Gruppen, um zu jagen, Zeremonien abzuhalten oder auch zu Kriegszügen gegen gemeinsame Feinde. Die Mississauga lebten am Ufer des gleichnamigen Flusses, dessen Name sinngemäß Fluss mit vielen Mündungen bedeutet. Es ist allerdings unklar, woher der Name stammt, von dem es zahlreiche unterschiedliche Schreibweisen gibt, wie Mississagi, Mississaugue oder Miszhagiing. Die frühen Entdecker wie Samuel de Champlain und die französischen Jesuiten begegneten ihnen am Mississauga River in der Mitte des 17. Jahrhunderts.
Es gibt mündliche Überlieferungen, die von drei Migrations-Phasen der Mississauga berichten. Zuerst gab es eine Massenwanderung der gesamten Anishinabe von der Atlantikküste nach Westen. Die zweite Migrationswelle erfolgte zwischen 1634 und 1638 und führte aus der Gegend südlich des Oberen Sees, vom Red Lake und dem Sandy Lake, zum Mississauga River. Zur dritten Migration kam es um 1700 und 1701 infolge der Kriege gegen die Irokesen, als diese von den siegreichen Anishinabe aus dem südlichen Ontario vertrieben wurden. Die Mississauga besetzten das Land und verteidigten es gegen Angriffe der Mohawks.

## Geschichte
Als die ersten französischen Entdecker um 1534 das Gebiet der Großen Seen in Nordamerika erreichten, lebten die Mississauga entlang des Mississagi Rivers und auf Manitoulin Island. Auf einer französischen Karte von 1675 wurden die Mississauga als Missakingdachirinouek bezeichnet. Sie waren inzwischen vom Mississagi River südwärts in das Gebiet der Kawartha Lakes gezogen. Von hier aus wanderte eine kleinere Gruppe in südwestlicher Richtung zum Credit River und kam in die Region, in der die heutige Stadt Toronto liegt. Die Franzosen bezeichneten die Neuankömmlinge als Mississauga.
Zwischen 1700 und 1720 waren die Mississauga an der Nordküste des Lake Ontario zu finden. Im Verlauf des Amerikanischen Unabhängigkeitskriegs begannen die Briten, ausgedehnte Gebiete im südlichen heutigen Ontario für einwandernde englische Loyalisten von den Mississauga zu erwerben. Es war der Versuch der britischen Krone, loyale Briten mit Landschenkungen zu bewegen, Neuengland zu verlassen und das Land in Kanada zu besiedeln. Der erste Landkauf erfolgte 1781 und um 1800 blieb dem Stamm nur noch ein kleines Stück Land zwischen dem Etobicoke Creek und der Burlington Bay.
Um 1805 begannen die Briten mit Verhandlungen, um den Mississauga auch das letzte verbliebene Stück Land abzukaufen. Im August 1805 übernahmen die Briten das Gebiet, auf dem später die Großstadt Mississauga entstehen sollte. Im Austausch erhielten die Indianer einen Streifen Land von einer Meile Länge auf beiden Seiten des Credit Rivers sowie weitere Gebiete beiderseits des Twelve und Sixteen Mile Creeks. Um 1847 verließen die letzten Mississauga den Credit River, um in das Six-Nations-Reservat zu ziehen. Am Ende hatten sie insgesamt ein Stammesgebiet von nahezu 1.000 km² an die Briten übergeben. Im Jahr 2003 stellte das Indianerministerium in Kanada in Aussicht, den Mississauga eine faire Entschädigung für den Verlust des Landes durch den sogenannten Toronto-Purchase-Vertrag von 1805 zu zahlen. Angeblich erhielten die Indianer, die heute in einem 24 km² großen Reservat westlich von Toronto leben, nur zehn Schillinge bei dem Verkauf.

## Heutige Situation
Heute gibt es sechs Mississauga First Nations in Kanada, die allesamt im südlichen Ontario zu finden sind. Die Angehörigen leben hier teils innerhalb, teils außerhalb der ihnen zugewiesenen Reservate. Das sind:
- Mississauga First Nation – Mississagi River Reserve 8
- Alderville First Nation – Alderville First Nation Reserve, Sugar Island Reserve 37A
- Mississauga of the New Credit First Nation – New Credit Reserve 40A
- Curve Lake First Nation – Curve Lake First Nation Reserve 35, Curve Lake Reserve 35A und Islands in the Trent Waters Indian Reserve 36A
- Hiawatha First Nation – Hiawatha First Nation Indian Reserve, Islands in the Trent Waters Indian Reserve 36A
- Mississaugas of Scugog Island First Nation – Mississaugas of Scugog Island Reserve, First Nation Indian Reserve, Islands in the Trent Waters Indian Reserve 36A

Zur größten First Nation innerhalb der Mississauga zählen die Mississaugas of the New Credit, die im Jahr 2015 rund 2330 Personen zählten.